# 黑田和生
黑田和生（Kuroda Kazuo，1949年3月8日—），是一名日本足球教練，曾任中華台北男子足球代表隊總教練。

## 榮譽

### 教練生涯
瀧川第二高校
- 全國高等學校足球選手權大會
  - 1998年 - 準決賽
  - 2002年 - 準決賽
  - 2003年 - 準決賽
  - 2005年 - 半準決賽
- FBS盃高校足球大會
  - 2003年 - 冠軍
- 高圓宮杯全日本青年選手權
  - 2003年 - 關西地區代表
  - 2004年 - 關西地區代表
  - 2005年 - 準決賽
  - 2006年 - 冠軍
- 全國高校綜合體育大會
  - 1987年 - 準決賽
  - 2004年 - 半準決賽

神戶勝利船青年隊
- 王子聯盟關西
  - 2009年 - 冠軍

## 外部連結
- ＜日本人海外派遣指導者 プロフィール＞  黒田和生 （页面存档备份，存于） - 日本足球協會 （日語）